# 史密斯威森M28左輪手槍
史密斯威森M28（英語：Smith & Wesson Model 28，又稱：公路巡警）是一款由美国槍械公司史密斯威森所研製及生產的6發式碳鋼“N型底把”雙動操作式左輪手槍，是史密斯威森M27的廉價化版本，最早於1954年開始生產，並在1986年停止生產，發射.357 S&W馬格南或火力相對較弱的.38 S&W特種彈這二種同口徑的手枪子彈。

## 概述
有著「公路巡警」的別稱的史密斯威森M28，其設計的傳承可追溯到史密斯威森“註冊馬格南手槍”（英語：.357 magnum Registered Magnum）。後來，註冊馬格南手槍就演變成史密斯威森M27。雖然史密斯威森M27廣受美國執法機關所青睞，但是其高質拋光表面處理的光潔度和槍身頂框費工的細溝槽所須要的額外費用對於一個警察的隨身攜帶槍械而言卻是沒有增加任何實用性。
史密斯威森M28-2在史密斯威森而言是不尋常的，它在設計時是移除而不是增加來自史密斯威森的M27功能，以達到降低生產成本而不會有降低效用的問題。就像一把典型的“N型底把”左輪手槍，公路巡警使用烤藍表面處理，而不是使用拋光表面處理，以節省手工生產的成本。頂框和底把圓彎部份是以微珠噴砂實現了其啞光的外觀。
到了1950年代初，史密斯威森製造的許多它們在二戰以前的左輪手槍型號，包括.357麥格農，著名的“註冊馬格南手槍”的衍生型。然而亦在同一時間，.357麥格農左輪手槍比標準的.38特種彈左輪手槍更為昂貴。
在1940年代後期至1950年代早期的史密斯威森是唯一一間生產.357馬格南口徑左輪手槍的美國槍械製造商。由於這個比較豪華的型號發射的是當時只有左輪手槍可以使用的子彈，警察部門、個別警察和喜愛射擊運動的平民都要求史密斯威森能夠推出經濟實用的.357馬格南左輪手槍。後來史密斯威森就以公路巡警（在1957年以後更名為史密斯威森M28）作為回應。左輪手槍的生產方式朝向較經濟省錢的方向改變，雖然機械結構上公路巡警與較華麗的史密斯威森M27相當。
史密斯威森M28在1954年至1986年期間生產。生產期間大多數產品很穩定的賣給了警察和喜愛射擊運動的平民。

## 使用國
- 義大利
  - 卡賓槍騎兵特別干預組
  - 義大利國家警察（英语：Polizia di Stato）中央保安行動局（英语：Nucleo Operativo Centrale di Sicurezza）[3]
- 挪威
  - 挪威警察局（英语：Norwegian Police Service）
- 英国
  - 倫敦都市警部特種槍械司令部
- 美国
  - 緬因州州警察（英语：Maine State Police）：1977—1988年間作為制式佩槍使用。
  - 愛達荷州州警察（英语：Idaho State Police）
  - 華盛頓州巡邏隊（英语：Washington State Patrol）
  - 紐約州警察（英语：New York State Police）
  - 得克薩斯州公共安全部（英语：Texas Department of Public Safety）
  - 佛羅里達州公路巡邏隊（英语：Florida Highway Patrol）
  - 佐治亞州巡邏隊（英语：Georgia State Patrol）
  - 舊金山警察局
  - 美國邊境巡邏隊

## 圖集

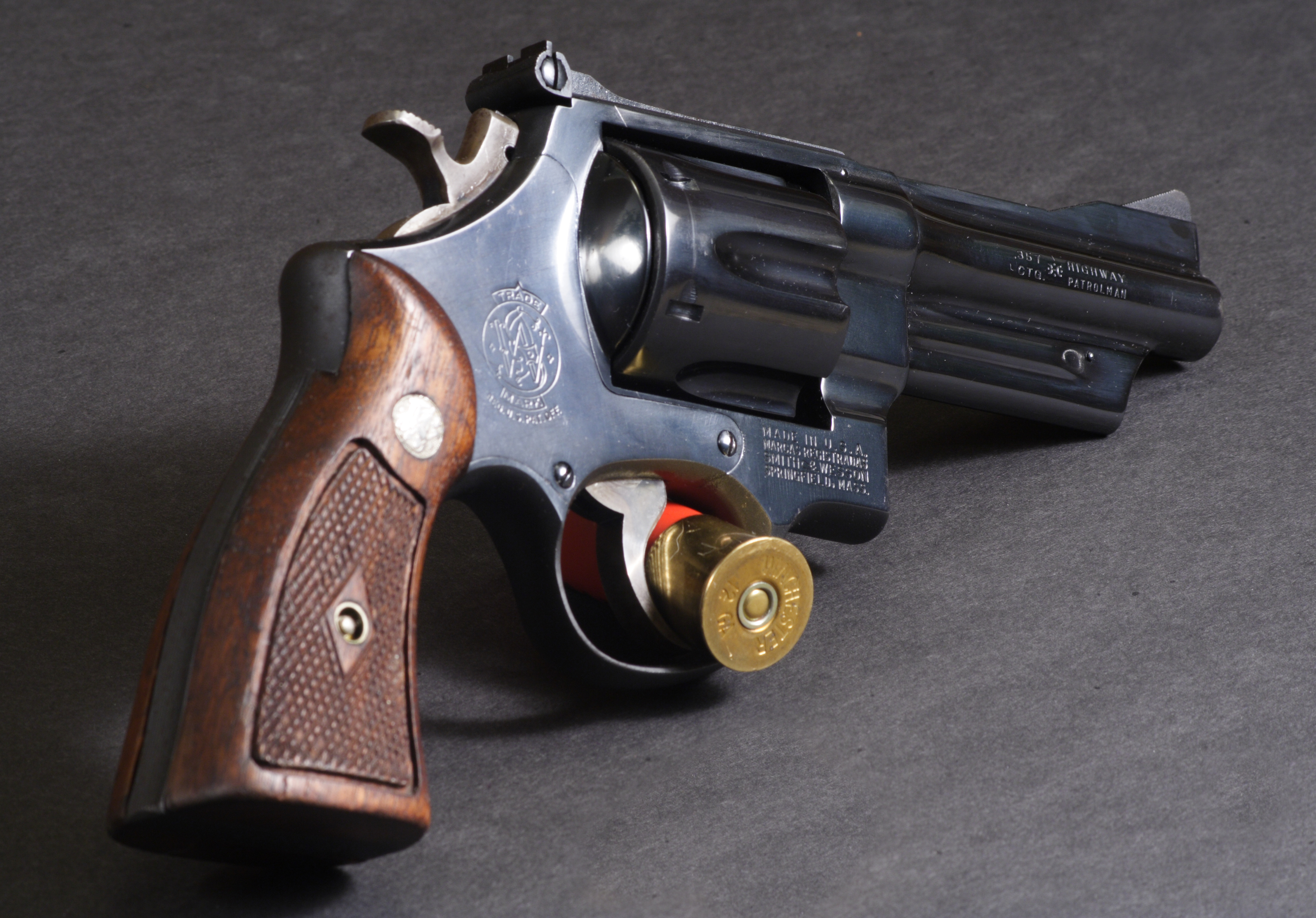
史密斯威森M28-2
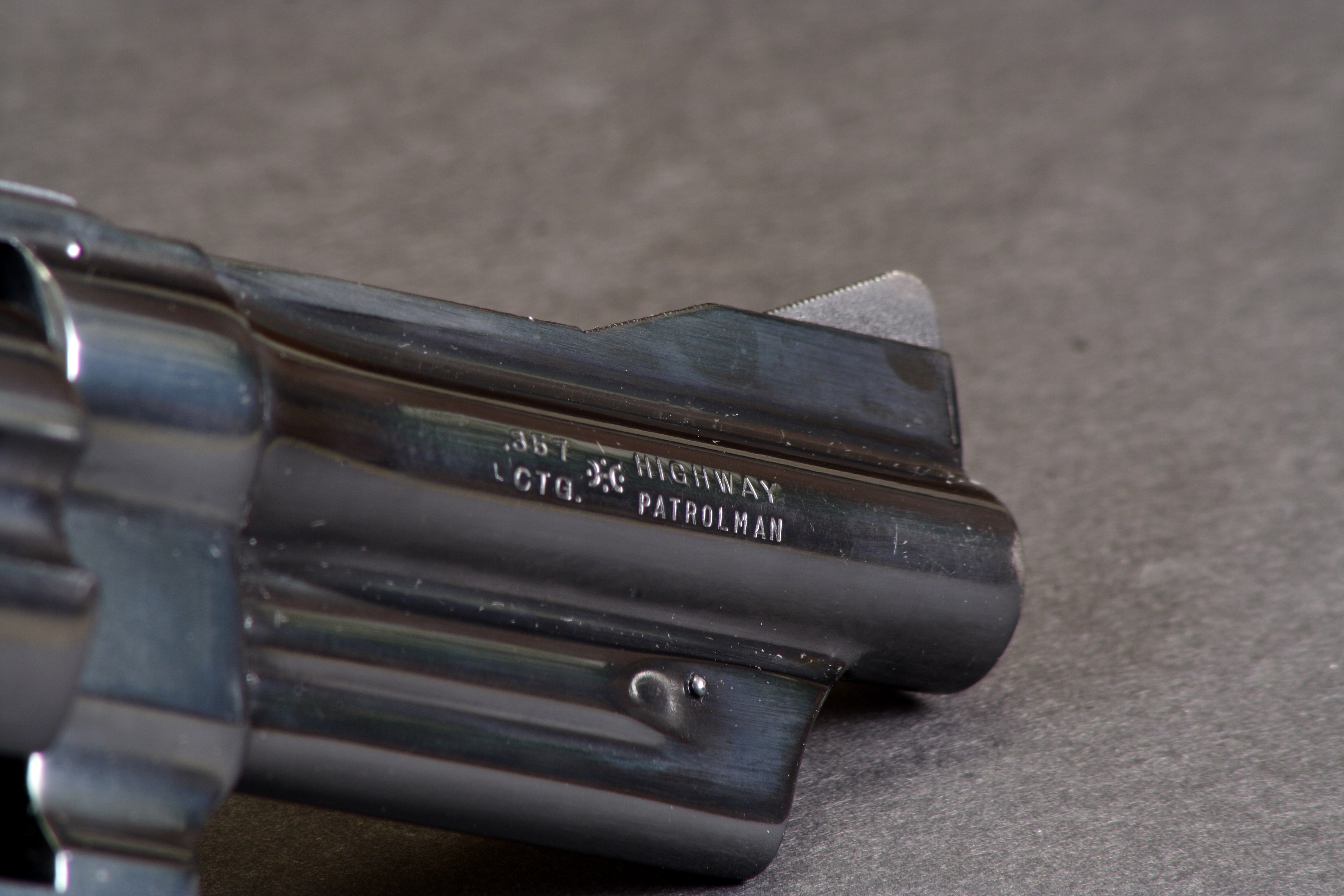
史密斯威森M28-2的槍管鉻文
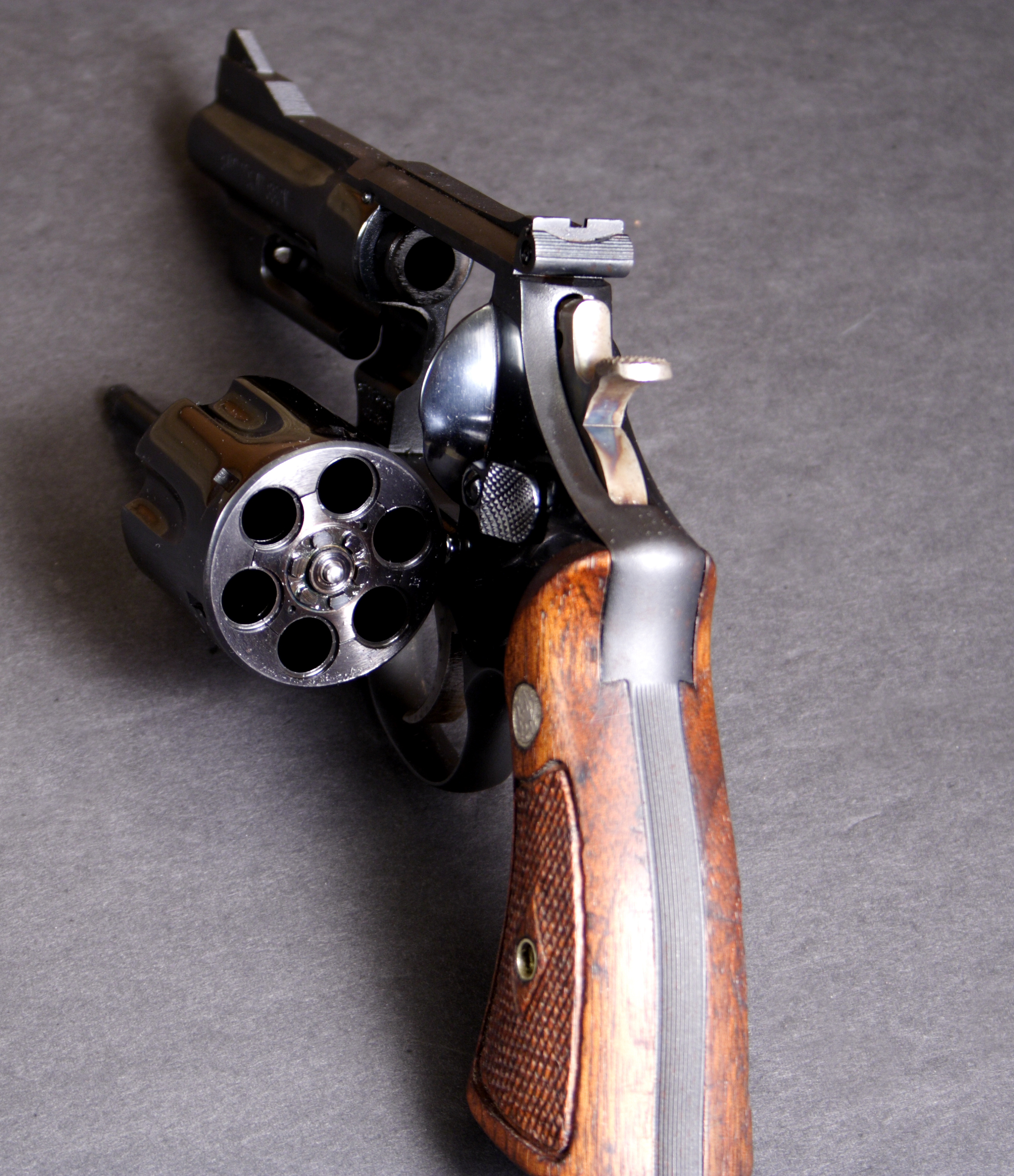
史密斯威森M28-2向左擺出的6發弹巢及內膛
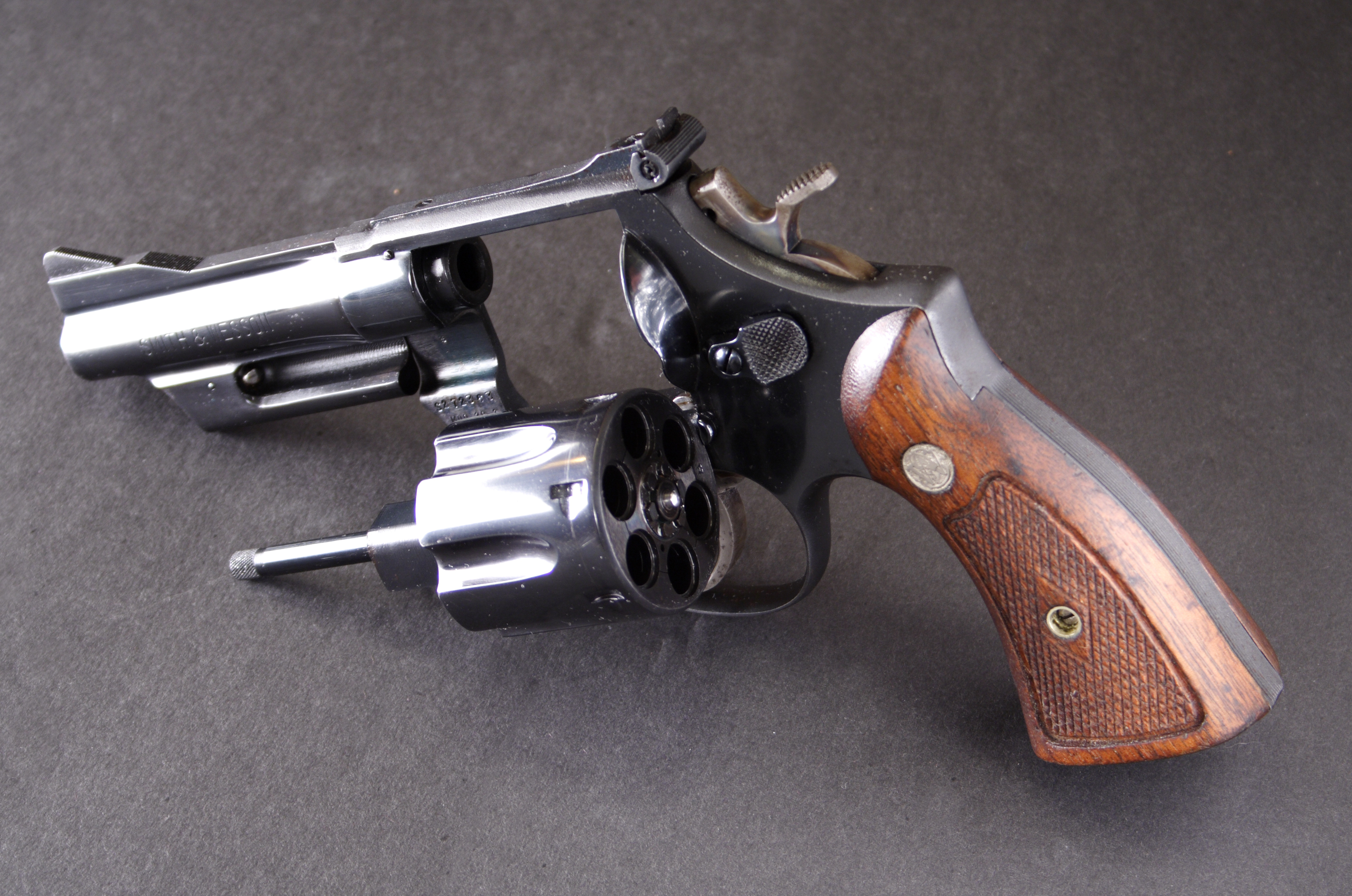
史密斯威森M28-2向左擺出彈巢的狀態
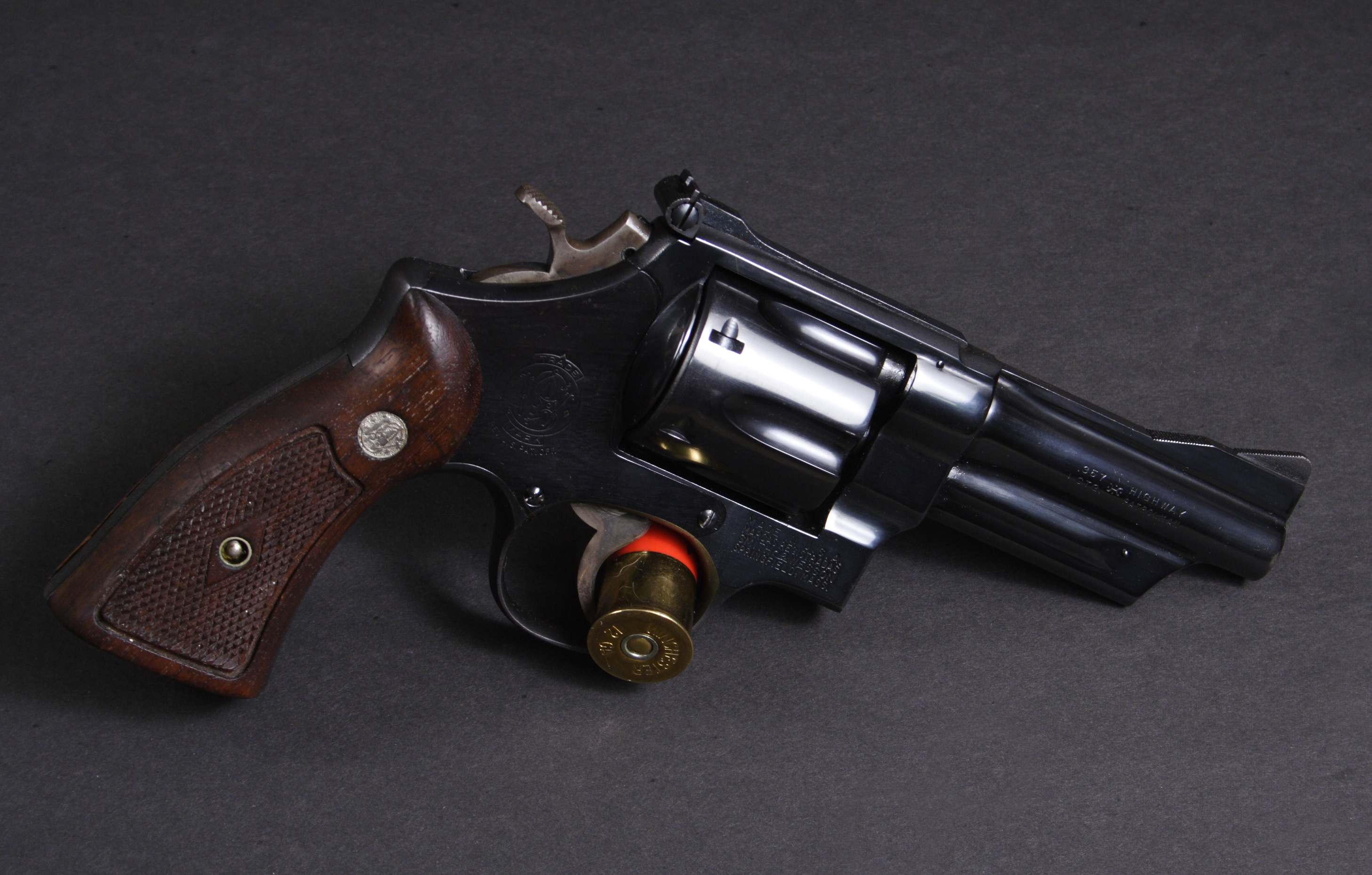
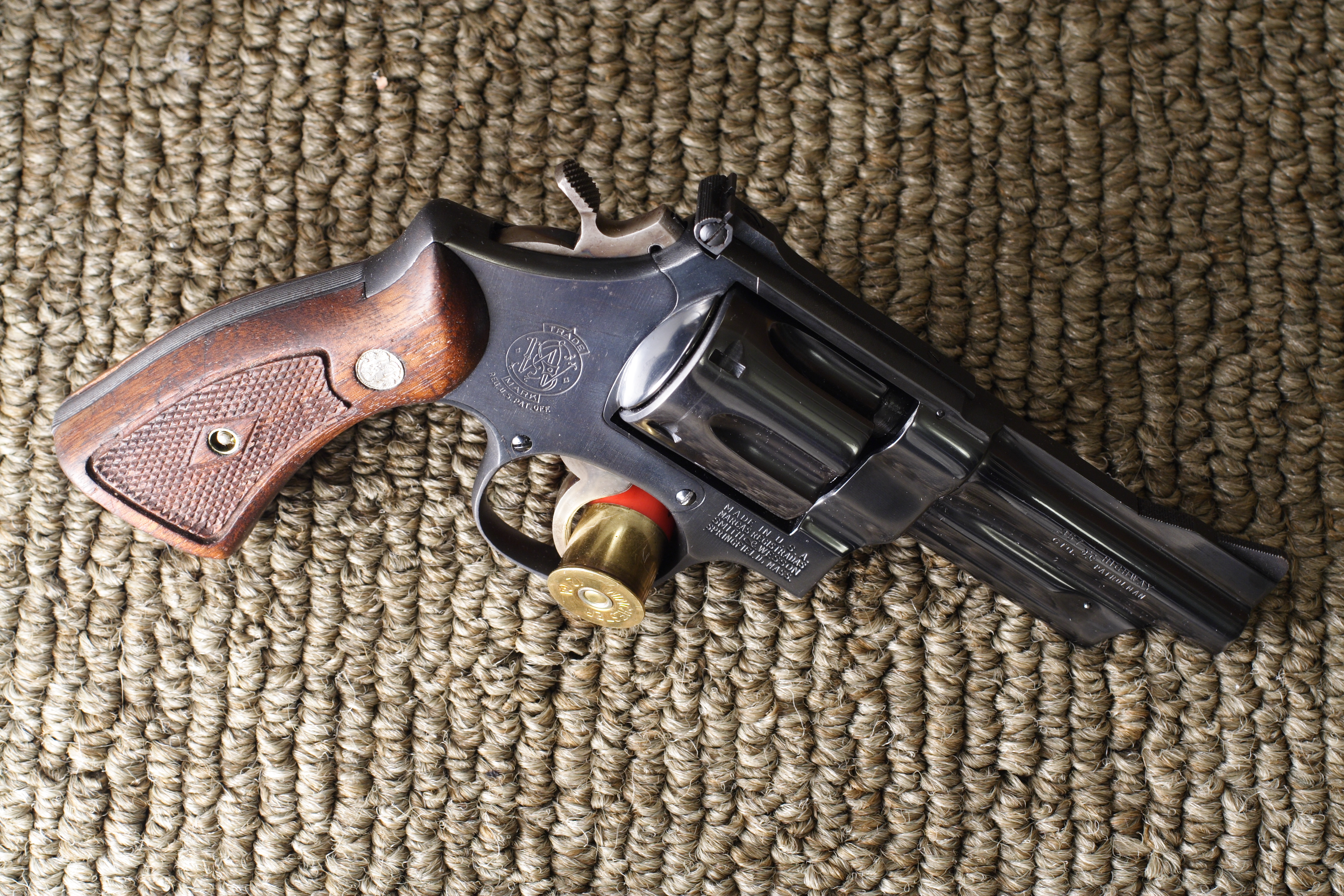
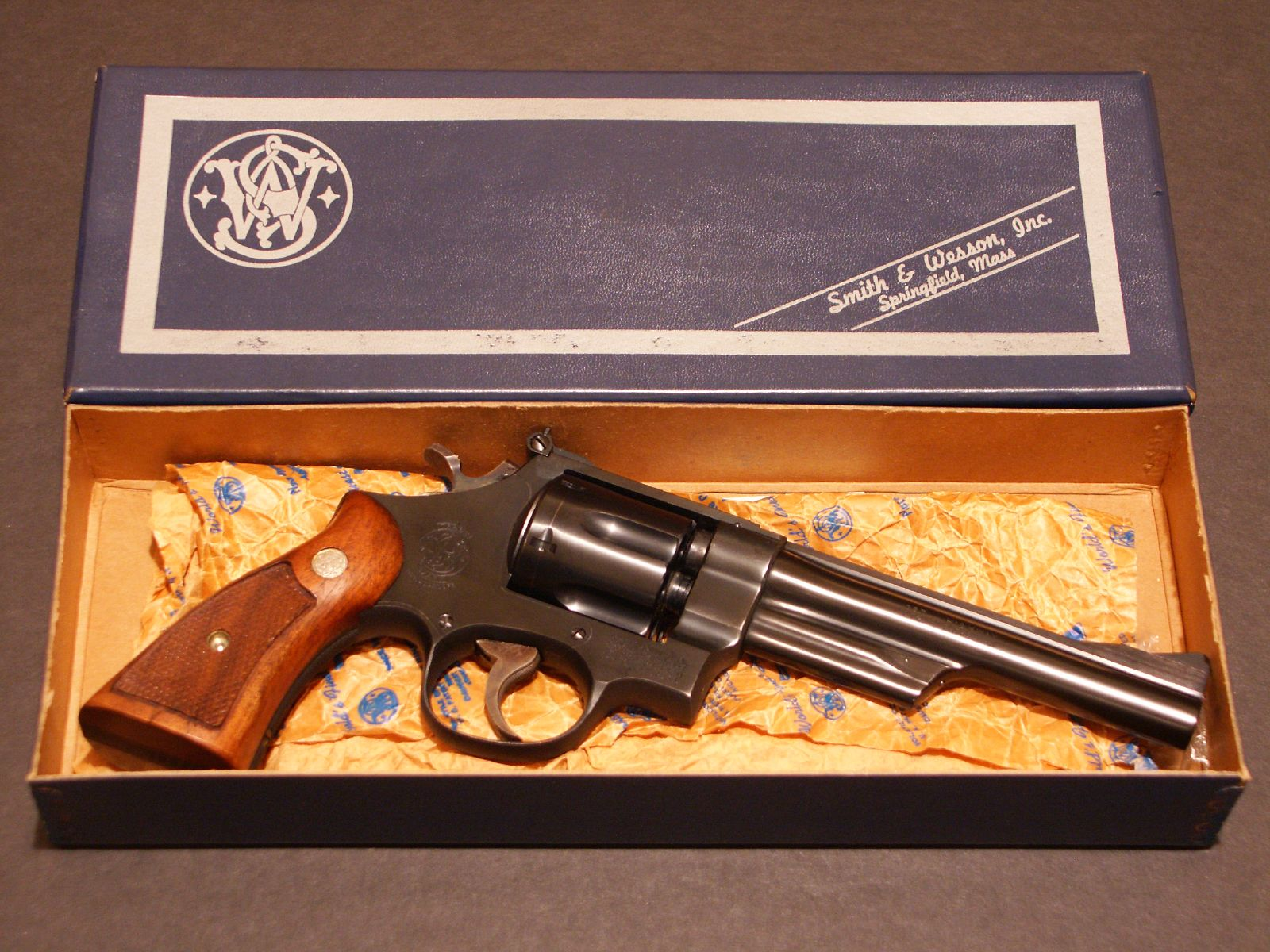
史密斯威森M28及其包裝盒
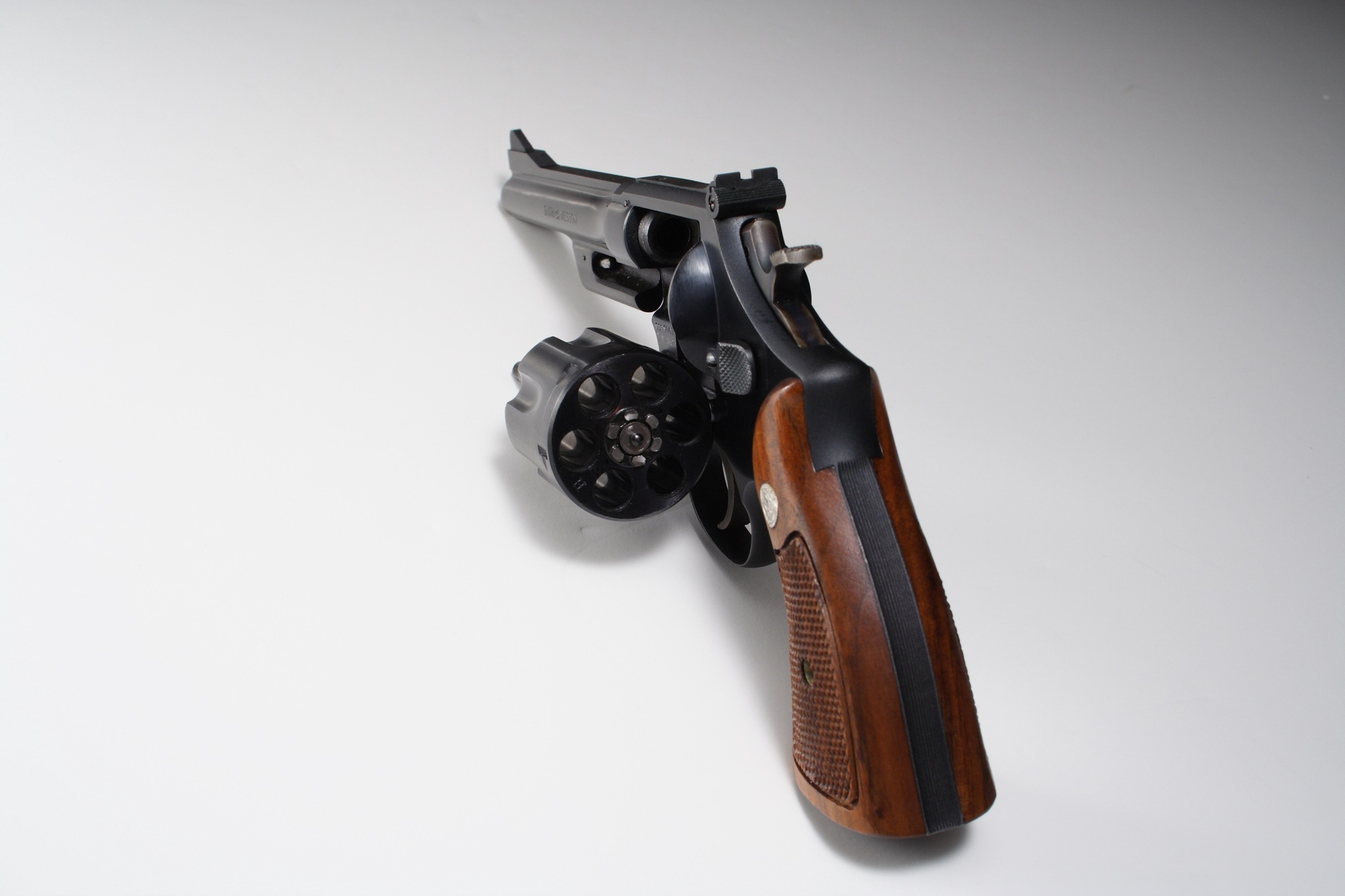
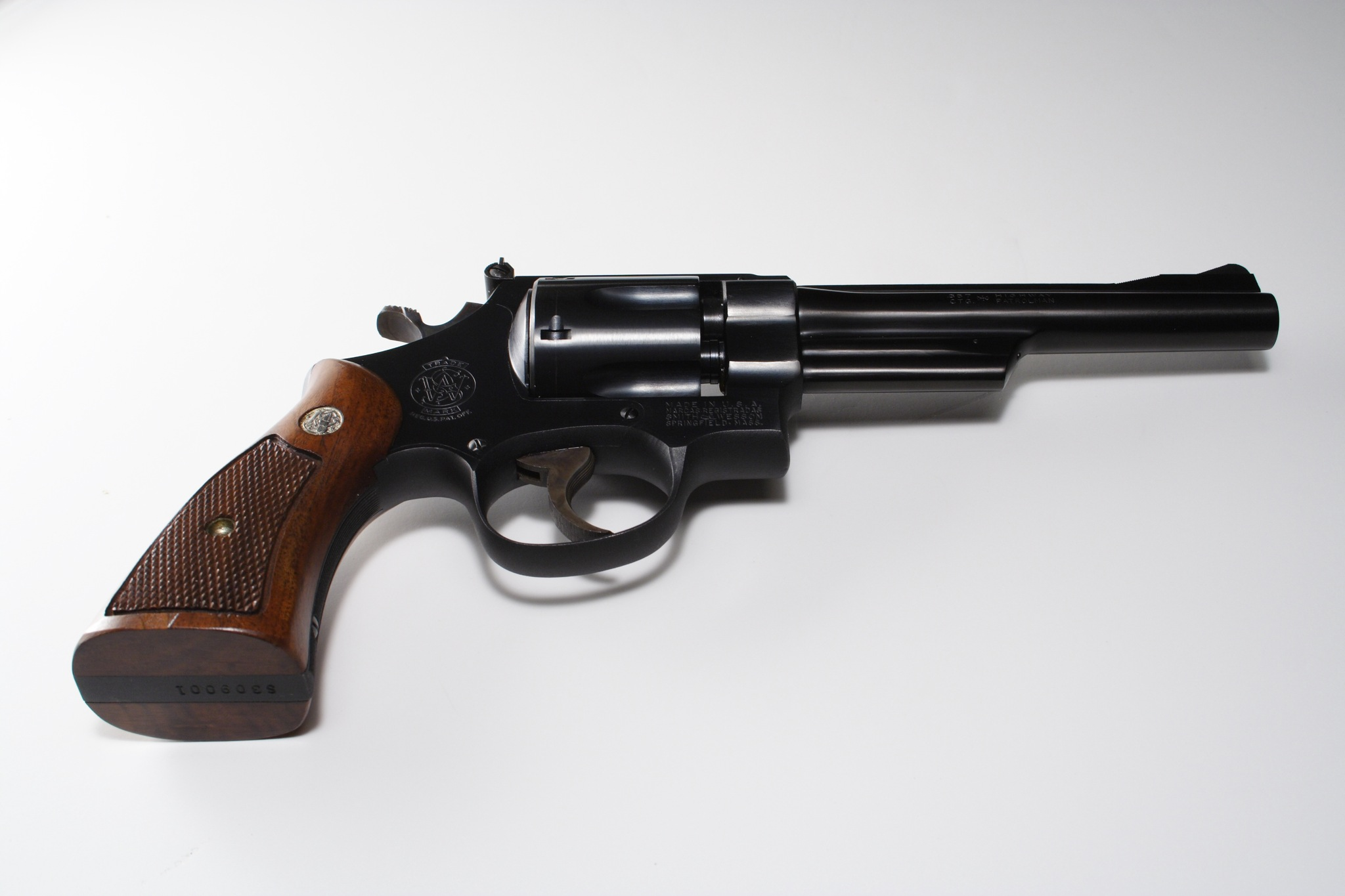
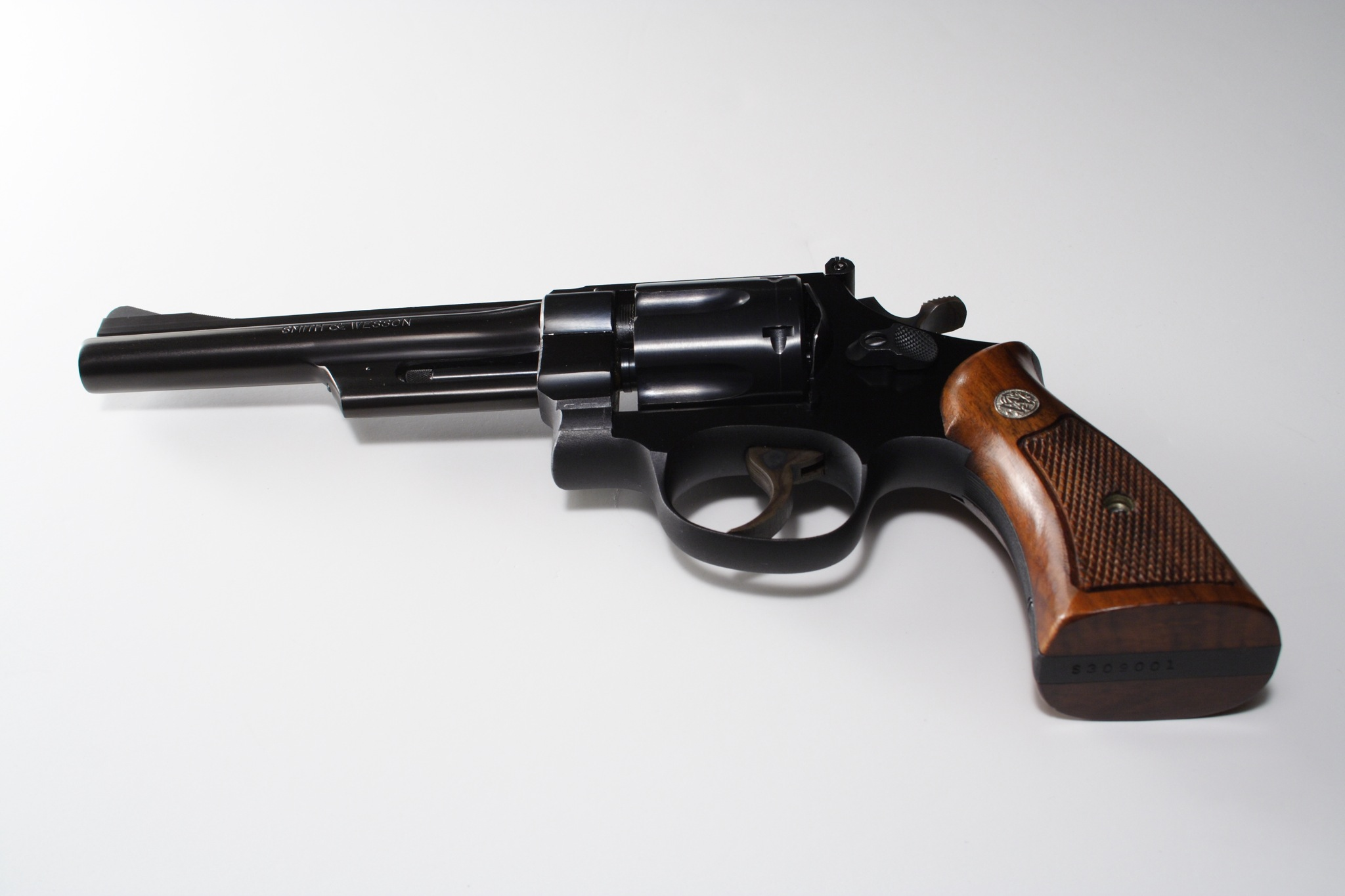
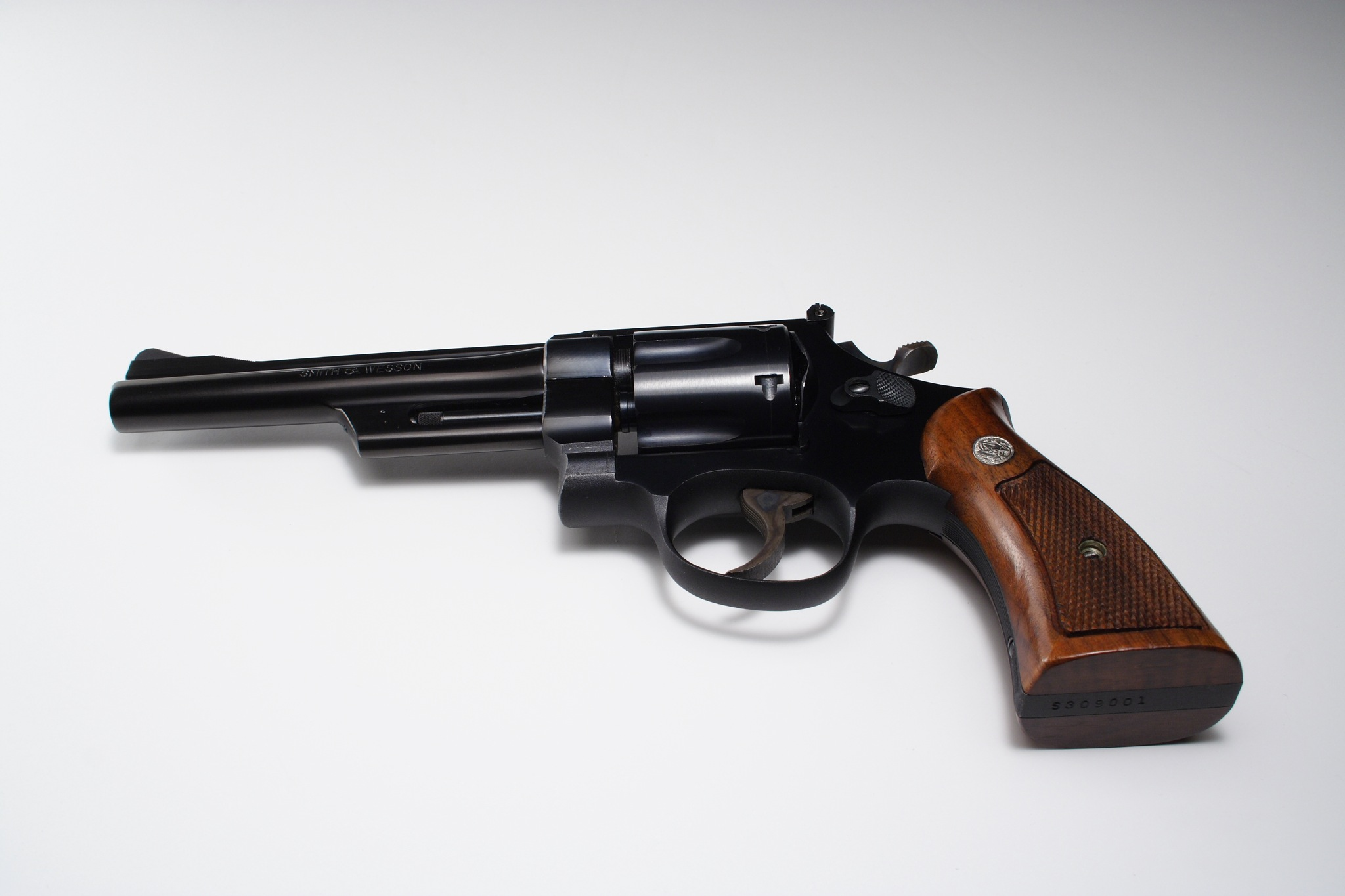

## 資料來源
1. ↑  Supica and Nahas. Standard Catalog of Smith and Wesson. 3rd Edition.(2006)
2. ↑  .   [2011-08-27]. （原始内容存档于2020-01-16）.
3. ↑  .   [2012-03-07]. （原始内容存档于2010-12-08）.

## 外部連結
- （英文）—PoliceLink—Smith and Wesson Model 28 Highway Patrolman
- （英文）—Notpurfect.com—m28 （页面存档备份，存于）
- （英文）—Modern Firearms—Smith & Wesson N-frame revolvers
- （英文）—Tactical-Life.com—Smith & Wesson Model 28 .357 Mag （页面存档备份，存于）
- （英文）—Personal Defense World.com—32 Revolvers From CONCEALED CARRY HANDGUNS 2016（页面存档备份，存于）
- （英文）—YouTube上的Review: S&W Model 28 Highway Patrolman